# Ramgarh (Jammu e Kashmir)
Ramgarh è una città dell'India di 4.540 abitanti, situata nel distretto di Jammu, nel territorio del Jammu e Kashmir. In base al numero di abitanti la città rientra nella classe VI (meno di 5.000 persone).

## Geografia fisica
La città è situata a 32° 31' 0 N e 74° 57' 0 E e ha un'altitudine di 302 m s.l.m..

## Società

### Evoluzione demografica
Al censimento del 2001 la popolazione di Ramgarh assommava a 4.540 persone, delle quali 2.345 maschi e 2.195 femmine. I bambini di età inferiore o uguale ai sei anni assommavano a 652, dei quali 346 maschi e 306 femmine. Infine, coloro che erano in grado di saper almeno leggere e scrivere erano 3.044, dei quali 1.752 maschi e 1.292 femmine.